# جون بيرش (دبلوماسي)
جون بيرش (بالإنجليزية: John Birch)‏ هو دبلوماسي بريطاني، ولد في 24 مايو 1935.